# Нестерки (Вілейський район, В'язинська сільська рада)
Нестерки (біл. вёска Нясцёркі) — село в складі Вілейського району Мінської області, Білорусь. Село підпорядковане В'язинській сільській раді, розташоване в північній частині області.